# Евроинтер лига 2010/11.
Сезона Евроинтер лиге 2010/11. у ватерполу стартовала је 20. новембар 2010. године. Бројала је 7 клубова: 3 из Мађарске, 3 из Србије и 1 из Словачке. Лига је првобитно требало да има 10 клубова, као и претходне сезоне, али су одустали водећи клубови Мађарске: ВК Вашаш, ВК Егер, ВК Сегед и ВК Ференцварош због згуснутог распореда у домаћем првенству и еврпским такмичењима. Такмичење је напустила румунска ВК Орадеа због финансијских разлога. Од клубова из Мађарске учествовали су ВК Хонвед, ВК Солнок и ВК Печуј. Такође је учествовао Словачки првак ВК Хорнетс Кошице, а право учешћа добила је ВК Црвена звезда. Титулу је освојио ВК Партизан.

## Табела
| Поз. | Тим               | Бр. утакмица | Победа | Пораз | Нерешено | П+  | П-  | П+/- | Бодови |
| ---- | ----------------- | ------------ | ------ | ----- | -------- | --- | --- | ---- | ------ |
| 1    | ВК Партизан       | 12           | 9      | 3     | 0        | 122 | 89  | +33  | 27     |
| 2    | ВК Солнок         | 12           | 9      | 3     | 0        | 113 | 99  | +14  | 27     |
| 3    | ВК Хорнетс Кошице | 12           | 6      | 6     | 0        | 122 | 95  | +27  | 18     |
| 4    | ВК Црвена звезда  | 10           | 4      | 5     | 1        | 81  | 87  | -6   | 13     |
| 5    | ВК Војводина      | 10           | 3      | 6     | 1        | 79  | 98  | -19  | 10     |
| 6    | ВК Хонвед         | 8            | 3      | 5     | 0        | 67  | 65  | +2   | 9      |
| 7    | ВК Печуј          | 12           | 3      | 9     | 0        | 88  | 126 | -38  | 9      |
| -    | ВК Орадеа         | 0            | 0      | 0     | 0        | 0   | 0   | 0    | 0      |

- ВК Орадеа је иступила из такмичења пред почетак сезоне.

| Првак Евроинтер лиге 2010/11. |
| ----------------------------- |
| ВК Партизан 2. титула         |